# Гаплогруппа NO (Y-ДНК)
Гаплогруппа NO (или M214, или NO-M214) — Y-хромосомная гаплогруппа, характеризуемая Y-хромосомными ДНК-мутациями M214/Page39, P188, P192, P193, P194 и P195. Поскольку от неё происходят гаплогруппы N и O, является макрогруппой. Произошла от макрогруппы K2-M526 (K(xLT)) ок. 41,5 тыс. лет назад в Центральной или Юго-Восточной Азии.

## Возникновение
NO-M214 является потомком субклады K2a1-M2335/M2313 гаплогруппы K2a, от которой произошла около 41 500 лет назад.
Мутация M214, характеризующая гаплогруппу NO, возникла в период интенсивного заселения Азии, поэтому определить точный район её возникновения затруднительно (как и целого ряда групп, возникших в эту эпоху, а именно: IJK, K, LT, K(xLT), P, N, O, Q, R). Это связано с тем, что, с одной стороны, большие территории осваивались сравнительно быстро, поэтому возникшие мутации быстро распространялись (вследствие многократного «эффекта основателя») и становились маркерами макрогрупп, с другой стороны, в силу отдалённости тех времён, генетического дрейфа и последующих миграций, ранние ответвления гаплогрупп и парагруппы, по локализации которых можно было бы предполагать район происхождения, почти не сохранились.
Существуют два основных предположения о месте возникновения наследственности NO:
1. Средняя Азия (к востоку от Аральского моря), район Алтая, северо-западный Китай, Монголия;
2. Юго-Восточная Азия (южный Китай)[1].

Первая версия основывается на том, что этот регион находится между зонами современного распространения гаплогрупп N (северная Евразия) и O (восточная Азия); вторая — на том, что в этом районе найдены древние ветви N* и O*.

## Палеогенетика
У образца Oase 1 из румынской пещеры Пештера-ку-Оасе (40 тыс. лет назад) первоначально была определена Y-хромосомная гаплогруппа F, но в 2016 году определили, что он относится к Y-хромосомной гаплогруппе K2a*-M2308, родственной гаплогруппе NO, как и усть-ишимский человек, у которого первоначально была определена Y-хромосомная гаплогруппа K2-M526 (ранее K(xLT)).

## Этногеографическое распространение
Ещё не было найдено подтверждённых случаев обнаружения NO*. Однако NO-M214(xN1-LLY22g,O-M175), которая может потенциально относиться или к гаплогруппе NO*, или к гаплогруппе N*-M231(xN1-LLY22g), была обнаружена у 5,7 % (2/35) из выборки буйцев и у 2,9 % (6/210) из четырёх выборок коренных японцев (ямато), особенно в Токусиме (4/70 = 5,7 %). Гаплогруппа NO-M214(xN1-LLY22g, O-M175) также была найдена у некоторых ханьцев, ийцев, малайцев, монголов, дауров, манчжурских эвенков, нанайцев, хуэйцев, яосцев и корейцев (по крайней мере, южных); как бы то ни было, было установлено, что, по крайней мере, два из опубликованных случаев, когда у ханьского китайца предполагалась NO(xN1,O), в действительности относились к N*.
Причина почти полного исчезновения гаплогруппы NO неизвестна. Но похожая ситуация произошла с P, R и Q. Здесь сыграли роль эффект основателя и генетический дрейф.